# Caddy Adzuba

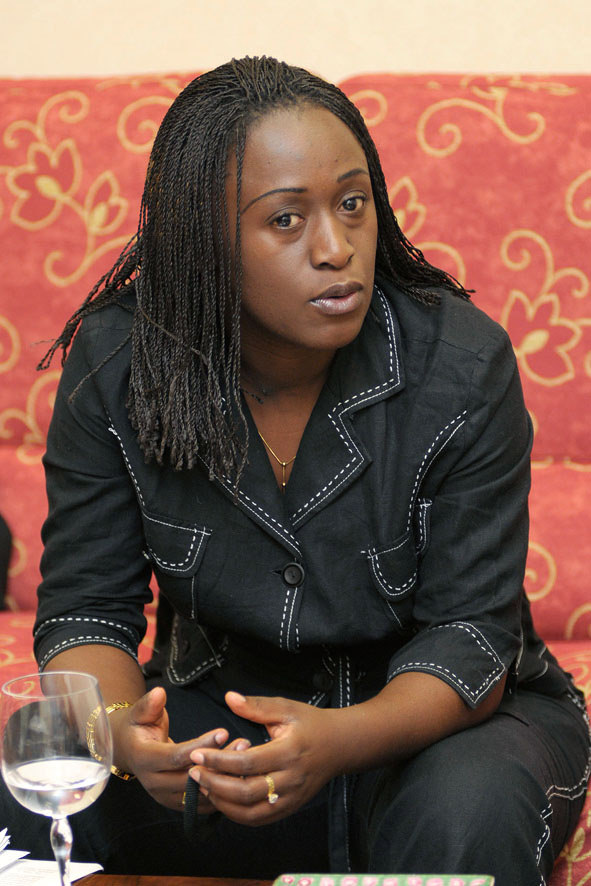
Caddy Adzuba (2010)

Caddy Adzuba (geboren 1981 in Bukavu) ist eine kongolesische Journalistin und Friedenskämpferin. Sie gilt als Symbol für den friedlichen Kampf gegen die sexualisierte Gewalt gegen Frauen.

## Leben und Wirken
Adzuba studierte Rechtswissenschaften an der Universität von Bukavu und arbeitete für die US-Hilfsorganisation Search for Common Ground. Sie arbeitet als Journalistin bei Radio Okapi, einem Radiosender der Vereinten Nationen in der Demokratischen Republik Kongo, der seit 2002 landesweit ausgestrahlt wird. Adzuba berichtet in ihrer Arbeit von den Vergewaltigungen und Misshandlungen, denen Mädchen und Frauen immer wieder zum Opfer fallen. Sie wurde wiederholt mit dem Tode bedroht, wurde bei zwei Vorfällen beinahe getötet und steht unter UN-Schutz.
Über das dominierende Narrativ über Afrika in Europa sagte sie einmal: „Europa lebt in der Tat in einem Zustand der Naivität, wenn ich dies so sagen darf, es sieht Afrika trotz aller Informationen immer noch als einen armen Kontinent, die Dritte Welt; Afrika ist Krieg, Afrika ist Krankheit, Ebola. Man sieht hingegen nicht, dass es in Afrika mutige Männer und Frauen gibt, Männer und Frauen, die Dinge in Bewegung setzen und sich gegen Gräueltaten wenden. Europa muss seinen Blick auf Afrika ändern. Europa muss seine Politik gegenüber Afrika ändern. Dies ist von großer Bedeutung.“

## Auszeichnungen
Adzuba wurde vielfach ausgezeichnet. So wurde ihr 2014 der Prinz-von-Asturien-Preis in der Kategorie Völkerverständigung übergeben.